# Edward Buxton (2e baronnet)
Edward North Buxton, 2e baronnet (16 septembre 1812 - 11 juin 1858) est un homme politique du Parti libéral britannique. 

## Biographie
Il est le fils de Thomas Fowell Buxton et de son épouse, Hannah Gurney (1783–1872). Il épouse Catherine Gurney (1814–1911), fille de Samuel Gurney (1786-1856) de la famille Gurney, le 12 avril 1836. 
Il devient 2e baronnet Buxton de Bellfield et Runton le 19 février 1845, à la mort de son père. 
Il est député d'Essex South de 1847 à 1852 et d'East Norfolk de 1857 jusqu'à sa mort en 1858. 
Il est décédé le 11 juin 1858, laissant 7 fils et 5 filles. Son fils aîné, Fowell Buxton (3e baronnet), (26 janvier 1837 - 28 octobre 1915) lui succède. Un autre de ses fils, du même nom que lui, est élu député de Walthamstow en 1885. 